# 宣德府
宣德府，元朝时设置的府。
中统四年（1263年）置，治所在宣德县（今河北省宣化县）。辖境相当今河北省涞源、蔚县、阳原、宣化、怀安及山西省灵丘等县地。至元三年（1337年）改为顺宁府。